# Salvador az olimpiai játékokon
Salvador az 1968-as nyári olimpiai játékokon szerepelt először. Az ország sportolói eddig még nem szereztek olimpiai érmet, és nem vettek részt egyik téli olimpián sem.
A Salvadori Olimpiai Bizottság 1949-ben jött létre, a NOB 1962-ben vette fel tagjai közé, a bizottság jelenlegi elnöke José Armando Ochoa.
Két nyári olimpián, az 1976-os montreali és az 1980-as moszkvai eseményre nem küldött sportolókat, utóbbi esetben a Szovjetunió afganisztáni missziójára válaszul csatlakozott az Egyesült Államok és több nyugati ország által kezdeményezett távolmaradáshoz.